# Вулиця Генерала Олександра Грекова (Львів)
Вулиця Генерала Олександра Грекова — вулиця у Шевченківському районі міста Львова, у місцевості Клепарів. Сполучає вулиці Ветеранів та Батуринську.

## Історія
Вулиця прокладена у 1890-х роках, під час будівництва комплексу казарм Галицького піхотного полку. Авторами проєкту стали архітектори Альфред Каменобродський та Наполеон Лущкевич.
Першу офіційну назву — Арцишевського (пол. Arciszewskiego) — вулиця отримала у 1895 році, на честь польського військового діяча Кшиштофа Арцішевського. У часи німецької окупації Львова, з 1943 року по липень 1944 року мала назву Стеценкогассе (нім. Stezenkogasse), на честь українського композитора Кирила Стеценка. Після другої світової війни, вже за радянських часів у 1946 році вулицю перейменували на Транспортну. Сучасну назву вулиця має з 1991 року, на пошану командувача Української галицької армії, генерала Олександра Грекова.

## Забудова
У житловій забудові вулиці Генерала Олександра Грекова переважають стилі класицизм, історизм 1890-х та конструктивізм 1930-х років.
№ 1 — одноповерхова будівля колишнього кінного манежу, зведена у 1889—1891 роках за проєктом архітектором Юліуша Гохберґера у стилі історизму з елементами італійського ренесансу для потреб 95-го полку піхоти та 11-го трайн-дивізіону (транспортного або ж обозного підрозділу 11-го армійського корпусу) у складі сухопутних військ Збройних сил Австро-Угорщини. У квітні 1915 року, під час візиту до Львова російського імператора Миколи II, будівлю манежу переобладнали під православну церкву для здійснення урочистого молебню, який відбувся 22 квітня. У 1950-х роках колишній кінний манеж переобладнали на палац спорту спортивного клубу ПрикВО (СКА). У 1960 році площу палацу спорту розширили шляхом добудови нового двоповерхового корпусу до західного фасаду головної будівлі, в якому розташували два зали: великий, призначений переважно для гри в гандбол і мініфутбол; малий, яким послуговуються важкоатлети. Починаючи від 1962 року, споруда була домашньою змагальною ареною гандбольної команди СКА, яка виступала у вищій лізі Чемпіонату СРСР. Нині — універсальний спортивний зал навчально-спортивної бази літніх видів спорту.
№ 2, 4, 6 — прибуткові будинки, зведені у 1890-х роках. На першому поверсі будинку № 2 міститься приватна стоматологічна клініка «Kaznokh Clinic».
№ 3, 5 — двоповерхові будинки, зведені у 1890-х роках за проєктом архітектором Альфреда Каменобродського і складали частину комплексу казарм. Фасади будинків прикрашені барельєфами із гербами Львова австрійського періоду. У будинку № 3 за часів СРСР містився універсам управління торгівлі Прикарпатського військового округу. 
№ 8 — великий чотириповерховий комплекс так званих «Міських будинків», зведений у 1929 році архітектором Збігневом Жепецьким у стилі конструктивізму між нинішніми вулицями Генерала Олександра Грекова, Єрошенка та Джерельною. В комплексі передбачено три внутрішніх подвір'я та дві вхідних брами. Помешкання тут невеликі — однокімнатні, з кухнями і туалетами. Головною метою імовірно було надати квартири якнайбільшій кількості мешканців. Архітектор розробив два варіанти фасадів, але через відсутність достатніх коштів влада обрала надзвичайно пуристичне рішення. Єдиною окрасою будинку є центральний вхід від вулиці Джерельної: аркова брама, розміщена у двоповерховому об'ємі, веде до наскрізного проїзду. За радянських часів тут також містилася лазня № 7 Львівського банно-ванного тресту. До 1986 року в будинку мешкав український (львівський) живописець, графік Омелян Ліщинський. 18 січня 2021 року комплекс будинків внесений до Державного реєстру нерухомих пам'яток місцевого значення під охоронним № 4301-Лв.